# Still Creepin on Ah Come Up
Still Creepin On Ah Come Up é um álbum independente lançado pelos Bone Brothers (Layzie Bone e Bizzy Bone), membros do grupo Bone Thugs-n-Harmony, lançado em 18 de março de 2008.

## Faixas
1. Bone Thugs (1:13)
2. Back In the Day (5:25)
3. Make It a Double (4:24)
4. 1,2,3 (4:27)
5. Shit 2 Do (0:12)
6. Let Me Smoke With Ya (4:19)
7. Conspiracy (6:00)
8. Murda (0:22)
9. Ready For War (5:15)
10. Rollin, Drinkin (3:58)
11. Prisoner (4:23)
12. It's Still Love (4:58)
13. Give Me Some Hydro (4:24)
14. Still Creepin' On Ah Come Up (1:12)